# Arquidiocese de Cantão
A Arquidiocese de Guangzhou (Cantão) (latim: Archidioecesis Cantonensis, chinês: 天主教廣州總教區) é uma arquidiocese da Igreja Católica, localizada na cidade de Guangzhou, na China.

## História
- 1848: Estabelecido como Vicariato Apostólico de Guangdong-Guangxi da Diocese de Macau
- 1875: Renomeado como Vicariato Apostólico de Guangdong
- 6 de abril de 1914: Renomeado como Vicariato Apostólico de Guangzhou
- 11 de abril de 1946: Promovida como Arquidiocese Metropolitana de Guangzhou

O Administrador Apostólico da Arquidiocese de Guangzhou, bispo Dominic Deng Yi-ming, SJ foi preso em 1958. Sua libertação em 1981 devido a um tratamento de câncer necessário em Hong Kong e sua subsequente nomeação para arcebispo fizeram com que as autoridades chinesas respondessem com a nomeação de Joseph Ye Yinyun. O arcebispo Ye nunca foi reconhecido pela Santa Sé, seu sucessor arcebispo James Lin Bingliang foi reconhecido em 1998 somente após a morte do arcebispo Deng em 1995. O atual arcebispo Joseph Gan Junqiu obteve o consentimento papal antes mesmo do consentimento das autoridades chinesas. Sua ordenação foi adiada, porque as autoridades chinesas originalmente queriam que dois bispos ilícitos a presidissem.

## Prelados
- Arcebispos de Guangzhou (Rito Romano)
  - Arcebispo Joseph Gan Junqiu (甘俊邱)(consagração em 4 de dezembro de 2007, após aprovação papal prévia)
  - Arcebispo James Lin Bingliang (林秉良)(1990-2001, aprovação papal em 1998).
  - Arcebispo Joseph Ye Yinyun (叶荫芸)(1981-1990, sem aprovação papal)
  - Arcebispo Dominic Deng Yi-ming (Tang Yee-ming), SJ (鄧以明) (26 de maio de 1981 - 27 de junho de 1995, após 1981 no exílio)
  - Bispo Dominic Deng Yi-ming (Tang Yee-ming), S.J. (鄧以明) (mais tarde Arcebispo) (Administrador Apostólico 1 de outubro de 1950 - 26 de maio de 1981)
  - Arcebispo Antoine-Pierre-Jean Fourquet, MEP (11 de abril de 1946 – 11 de dezembro de 1947)
- Vigários Apostólicos de Guangzhou 廣州 (Rito Romano)
  - Bispo Antoine-Pierre-Jean Fourquet, M.E.P. (mais tarde Arcebispo) (20 de fevereiro de 1923 - 11 de abril de 1946)
  - Bispo Jean-Baptiste-Marie Budes de Guébriant, M.E.P. (mais tarde Arcebispo) (28 de abril de 1916 – 21 de março de 1921)
  - Bispo Adolphe Rayssac, M.E.P. (Administrador Apostólico 1915 – 1916)
  - Bispo Jean-Marie Mérel, M.E.P. (6 de abril de 1914 – 6 de agosto de 1914)
- Vigários Apostólicos de Guangdong 廣東 (Rito Romano)
  - Bispo Jean-Marie Mérel, M.E.P. (20 de abril de 1901 – 6 de abril de 1914)
  - Bispo Augustin Chausse, M.E.P. (5 de abril de 1886 – 12 de outubro de 1900)
  - Bispo Philippe François Zéphirin Guillemin, M.E.P. (16 de novembro de 1853 – 5 de abril de 1886)